# Algis Čaplikas
Algis Čaplikas (ur. 27 stycznia 1962 w Wilnie) – litewski polityk, inżynier, poseł na Sejm, były minister budownictwa, środowiska oraz zdrowia. Od 2011 do 2013 przewodniczący Związku Liberałów i Centrum.

## Życiorys
W 1985 ukończył studia w Wileńskim Instytucie Inżynierii Budownictwa, uzyskując uprawnienia inżyniera-geodety. Do 1990 pracował w przedsiębiorstwach budowlanych w Wilnie. Następnie do 1995 był przewodniczącym samorządu dzielnicy Justyniszki, a później przez rok radnym Wilna oraz szefem komisji usług i gospodarki komunalnej.
W 1989 zaangażował się w działalność polityczną w ramach Sąjūdisu. W 1993 był jednym z założycieli Litewskiego Związku Centrum. Kierował wileńskim oddziałem tego ugrupowania. W latach 1996–2000 z ramienia LCS sprawował mandat poselski.
W rządzie Gediminasa Vagnoriusa zajmował od 1996 do 1998 stanowisko ministra budownictwa i rozwoju miast, następnie do 1999 ministra środowiska.
W 2000 nie uzyskał ponownie mandatu. Został w tym samym roku ponownie wybranym do rady miejskiej Wilna, w której zasiadał do 2003, kierując komisją kontroli. W latach 2000–2003 pełnił nadto funkcję dyrektora w przedsiębiorstwie komunikacyjnym UAB "LVKOM", następnie przez rok pracował jako sekretarz wileńskiego samorządu.
Od 2003 działa w Związku Liberałów i Centrum, w którym pełni funkcję wiceprzewodniczącego. W 2004 z ramienia tego ugrupowania powrócił do parlamentu, do 2006 kierował jego frakcją poselską. W tym samym roku został wybrany na zastępcę przewodniczącego Sejmu. W wyborach w 2008 po raz trzeci uzyskał mandat deputowanego.
W koalicyjnym rządzie Andriusa Kubiliusa w tym samym roku objął tekę ministra zdrowia. 10 lutego 2010 złożył dymisję z zajmowanego stanowiska. 28 maja 2011 został wybrany nowym przewodniczącym LiCS. Funkcję przewodniczącego sprawował do marca 2013. W 2012 kierowane przez niego ugrupowanie nie przekroczyło progu wyborczego, a Algis Čaplikas nie uzyskał reelekcji. W 2015 powrócił natomiast do rady miejskiej Wilna z ramienia Litewskiego Związku Wolności.